# スリーエフ
株式会社スリーエフは、日本のコンビニエンスストア企業。神奈川県横浜市中区に本社を置く。
2016年（平成28年）9月7日に>ローソンとの合弁会社「エル・ティーエフ」を設立して、同月9日に同社の運営するローソンとスリーエフのダブルブランド1号店「ローソン・スリーエフ白井冨士店」を開店した。
2018年（平成30年）1月末日にコンビニエンスストアチェーン「スリーエフ」ブランドの営業を終了し、2024年（令和6年）2月期の連結売上高約138億5700万円のうちローソンとの合弁企業エル・ティーエフ（当社出資比率51%）を通して経営しているコンビニエンスストアチェーン「ローソン・スリーエフ」の売上高が約125億1700万円を占めている。

## 歴史・概要
1979年（昭和54年）8月に富士スーパー（現富士シティオ）がCVS事業部を開設し、同年11月に横浜市磯子区に1号店の栗木店を開店したのが始まりである。
1981年（昭和56年）2月10日に株式会社スリーエフを設立し、富士スーパーから分離して、1982年（昭和57年）4月に横浜市にフランチャイズ1号店を開店した。
1988年（昭和63年）9月に日本フランチャイズチェーン協会に加盟した。
1989年（平成元年）6月に100店舗を達成し、同年11月に本店を横浜市中区日本大通17番地に移転し、同年に東京都での出店を開始した。
1991年（平成3年）に千葉県での出店を開始し、1992年（平成4年）7月に200店舗を達成して記念として広報誌「スリーエフニューズ」を創刊した。
1993年（平成5年）1月に東京都大田区に書店を併設した大型コンビニエンスストア1号店として池上仲通り店を開店した。
1994年（平成6年）に焼きたてパン「焼きたて できたて 特急便」の販売を開始した、同年に加工食品と飲料の物流を週3回の別便配送に切り替えた。
1995年（平成7年）4月にプライベートブランドのチルドケーキ「オンブラージュ」の販売を開始し、同年8月9日に千葉県下全店舗で冷蔵で3ヵ月間保存可能な「チルド弁当」を本格販売し、同月に400店舗を達成し、同年9月にチルド食品の通過型共配センターの「埼玉センター」を埼玉県入間郡三芳町に開設して埼玉と東京の北西部向けの配送拠点とし、同年10月に新POSシステムを含む新経営情報システムの導入を開始し、同年12月にチルド弁当を全店舗に導入した、同年に埼玉県での出店を開始した。
1996年（平成8年）3月に総合経営情報システム「T-TIMES」を全店で稼働し、同年6月に「直巻きおにぎり」の販売を開始し、同年7月に第3便を当日発注・当日納品に切り替え、同年10月に焼きたてパン「ジャストタイム・ベーカリー」を全店舗に導入し、同年12月27日にホームページを開設した。
1997年（平成9年）5月に大宮市のドリンク共配埼玉センターと横浜市のデイリーセンター港北の2つの配送センターを開設し、同年7月14日に株式を店頭公開し、同年8月1日にオリエントコーポレーション・日本信販・アプラス・三井ファイナンスサービス・さくらファイナンスサービス・電算システム・東京テレメッセージの料金収納代行サービスを開始した。
1998年（平成10年）2月19日に500店舗を達成し、同年5月に惣菜の新ブランド「百選一種」を発売し、同年6月に惣菜・軽食の配送時間の変更と調理麺の一日3回配送への切り替えを行い、同年7月4日に飲料・酒類・紙製品の共同配送を通年で週6回配送に切り替え、同年12月9日にパンプキンから都内7店舗の営業権を取得した。
1999年（平成11年）3月30日に契約農家の減農薬・減化学肥料栽培野菜のみを使用した「天然志向サラダ」を全店で発売し、同月に専用惣菜工場を開設して、同年5月26日にサンフレッシュ海老名工場として専用米飯工場を開設し、同年8月31日にレンジ商品「旬簡シェフ」の販売を開始し、同年9月17日にファミリーマート・サンクス・サークルK・ミニストップ・東京三菱銀行・第一勧業銀行・日本アイ・ビー・エムなどとの共同出資でATM事業を行う「株式会社イーネット」を設立し、同月に米飯・惣菜の原材料・包材の共同配送を開始し、同年10月にイーネットのATMの店舗への設置を開始した、同月に片手で食べられるファーストフードの「元祖片手でごはん」の販売を開始し、同年12月7日に「100円野菜」の販売を開始した。
2000年（平成12年）3月に焼き立てパン「ブレッドファクトリー」の販売を開始し、同年7月25日に東京証券取引所第2部に上場し、同月28日にISO14001認証を取得し、同年10月4日に伊藤忠商事・トヨタ自動車・エフエム東京・電通東日本・日本交通公社などと資本金2億円で電子商取引事業会社として「スリーエフ・オンライン株式会社」を設立し、同年10月31日に片手で食べられるファーストフードの「ガブリン」の販売を開始し、同年11月14日に店内加工ファーストフード用のスピードブラウナーの導入を開始した。
2001年（平成13年）3月14日にサニーマートと四国4県でのエリアフランチャイズ契約を締結して、同年7月12日に同社の1号店として東洋町生見店を開店し、同年3月25日に当社の米飯・惣菜などの取引先業者9社で商品開発・共同仕入・生産・管理・物流の強化を目指して「デリカネットワーク協同組合」を設立し、同年7月30日に請求書不要の代金収納サービス「スマートピット」を全店に導入し、同年9月14日に初の大学構内出店として東洋英和女学院大学店を開店し、同年11月13日にファーストフード全品から合成着色料を廃止し、同年12月にマルチメディア端末「e-TOWER」の全店導入を完了した。
2002年（平成14年）7月2日に横浜市鶴見区に「爽健亭横浜工場」の全ラインが稼働を開始して併設の「デイリー鶴見センター」と合わせて東京都南部と神奈川県東部向けの米飯・日配品を一括配送を開始した、同年11月22日に出光興産のセルフ給油所併設1号店として「プリテール・スリーエフ松戸店」を開店した。
2003年（平成15年）4月に加盟店向けの教育研修制度「スリーエフアカデミー」を開設し、同年10月27日に100円均一のプライベートブランド「お菓子の事典」の販売を開始した。
2004年（平成16年）2月19日に店内調理のファストフードを充実した新業態「gooz（グーツ）」1号店として「いちょう並木通り店」を開店した、同年11月30日に5店舗で電子マネー「Suica」の導入を開始した。
2005年（平成17年）3月28日にミニストップと共同開発したアイスクリームの販売を開始した、同年5月27日に均一ショップの複合業態「キュウズマート」の1号店として東京都世田谷区奥沢に九品仏駅前店を開店した。
2006年（平成18年）8月にエリアFCのスリーエフ中四国でプリペイド型電子マネー「エディ」の決済・チャージサービスを導入した。
2007年（平成19年）3月30日に済生会横浜市東部病院の3階に病院内店舗を開店した。
2008年（平成20年）7月18日に圏央道狭山パーキングエリアに「グーツエクスプレス」を開店して、高速道路のパーキングエリアへの出店を開始し、同年9月末までに全店に新型マルチコピー機を導入し、同年12月15日に全店にTポイントサービスを導入した。
2009年（平成21年）2月26日にiDを首都圏の全店舗に導入し、同年4月に飲料メーカー7社と共同で売上げの3%を特定非営利活動法人テーブル・フォー・トゥーインターナショナルに寄付する活動を開始し、同年5月11日に横浜市庁舎店を開店して官公庁舎へ初出店し、同年10月1日に日本カーシェアリングと提携して軽自動車各1台を常駐させて「カーシェアリング」サービスの利用料金収納代行サービスを開始した。
2010年（平成22年）2月15日にプリペイド型電子マネー「エディ」の決済・チャージサービスを導入し、同年9月1日にミニストップと業務提携して四国地区で米飯・調理パンなどの製造をサンデリカに統合した。
2011年（平成23年）2月28日にウェルネットのオンライン決済サービスを導入し、同年11月にミニストップと業務提携して定温商品で共同物流を開始した。
2012年（平成24年）12月13日にスリーエフ中四国の「gooz」1号店を開店した。
2013年（平成25年）5月22日にプライベートブランドを「エフスタイル（F STYLE）」ブランドに統一した。
2014年（平成26年）5月27日にグーツ神奈川県庁前店を開店して「グーツ」の出店を再開し、同年10月26日に「肉の万世」との共同出店1号店として肉の万世秋葉原本店1階に出店した、同年11月27日にサニーマートとローソンとFC契約を締結して「ローソン高知」を設立した。
2015年（平成27年）2月で当社とサニーマートグループのフランチャイズ契約が終了し、同年11月に当社とローソンの間で資本業務提携交渉を開始した。
2016年（平成28年）4月1日より全店舗でクレジットカード決済の取り扱いを開始した。
同年9月7日に当社が70%出資する連結子会社としてローソンとの合弁会社「エル・ティーエフ」を設立し、それに伴って当社の対象店舗に関する資産・権利・義務などを会社分割の形でローソンに承継させた。
同月9日に同社の運営するローソンとスリーエフのダブルブランド1号店「ローソン・スリーエフ白井冨士店」を開店し、千葉県と埼玉県の90店舗のダブルブランドへの転換を開始して、当社は東京都と神奈川県に経営資源を集約することとなった。
このダブルブランド転換後の店舗では当社が強みを持つチルド米飯やスイーツなど30品目以外は全面的にローソンの商品やサービスなどが導入された。
そして、ローソン・スリーエフへ転換した千葉県と埼玉県の90店舗の売上が増加した上当社単独ブランド店の業績が伸び悩んだことから、2017年（平成29年）4月12日に営業を継続する281店舗全てを「ローソン・スリーエフ」にブランド転換する事業統合契約を締結し、同年6月1日に新設分割で「L・TF・PJ」を設立して「スリーエフ」及び「q's mart」ブランドのフランチャイズ契約などを継承すると共に、同日付でローソンに該当する営業継続全店舗の資産など全権利・義務を継承した。
それに伴って、業績改善が見込めない65店舗を閉鎖すると共に、独自の商品開発機能などを大幅に縮小することに対応する約180人の希望退職募集による人員削減などを行った。
なお、このダブルブランド「ローソン・スリーエフ」への転換時には1店舗平均約3000万円の全面改装を行っている。
また、同年12月に「グーツ」については「国分グローサーズチェーン」と契約を締結してコミュニティ・ストアのシステムを活用した商品供給への切り替えを行った。
2018年（平成30年）1月末日に「スリーエフ」ブランドの店舗の営業を終了し、同年2月末日に「エル・ティーエフ」が「L・TF・PJ」を吸収合併した、同年5月24日にスリーエフ・オンラインの事業を停止した。
その後、2020年（令和2年）6月24日に厨房設備のある「グーツいちょう並木通り店」を母店として商品を供給するサテライト方式で「グーツJR横浜タワー店」を開店したが、2024年（令和6年）2月期に「ローソン・スリーエフ」にブランド転換した。
また、その間の2021年（令和3年）10月に「国分グローサーズチェーン」のコンビニエンスストア事業からの撤退に伴い、「グーツ」の商品供給をポプラのシステムの利用へ変更した。
2024年（令和6年）2月期末時点で自社単独ブランドのコンビニエンスストアは「gooz（グーツ）」3店舗のみで、当社は「gooz（グーツ）」の直営店運営管理および連結子会社の「エル・ティーエフ」の運営・管理を行っている。
また、連結子会社の「エル・ティーエフ」は「ローソン・スリーエフ」を展開しており、チルド弁当や総菜などで独自商品を開発・販売している。

## 年表
- 1979年（昭和54年）
  - 8月 - 富士スーパー（現富士シティオ）がCVS事業部を開設[4]。
  - 11月 - 横浜市磯子区に1号店の栗木店を開店[4]。
- 1981年（昭和56年）2月10日 - 株式会社スリーエフを設立し[1]、富士スーパーから分離[4]。
- 1982年（昭和57年）4月 - 横浜市にフランチャイズ1号店を開店[5]。
- 1992年（平成4年）7月 - 200店舗を達成して記念として広報誌「スリーエフニューズ」を創刊[9]。
- 1993年（平成5年）1月 - 東京都大田区に書店を併設した大型コンビニエンスストア1号店として池上仲通り店を開店[10]。
- 1994年（平成6年） - 焼きたてパン「焼きたて できたて 特急便」の販売を開始[11]。加工食品と飲料の物流を週3回の別便配送に切り替え[12]。
- 1995年（平成7年）
  - 4月 - プライベートブランドのチルドケーキ「オンブラージュ」の販売を開始[13]。
  - 8月9日 - 千葉県下全店舗で冷蔵で3ヵ月間保存可能な「チルド弁当」を本格販売を開始[14]。
  - 9月 - チルド食品の通過型共配センターの「埼玉センター」を埼玉と東京の北西部向けの配送拠点として埼玉県入間郡三芳町に開設[16]。
  - 12月 - チルド弁当を全店舗に導入[19]。
- 1996年（平成8年）
  - 3月 - 総合経営情報システム「T-TIMES」を全店で稼働[20]。
  - 6月 - 「直巻きおにぎり」の販売を開始[21]。
  - 7月 - 第3便を当日発注・当日納品に切り替え[22]。
  - 10月 - 焼きたてパン「ジャストタイム・ベーカリー」を全店舗に導入[23]。
  - 12月27日 - ホームページを開設[24]。
- 1997年（平成9年）
  - 5月 - 大宮市のドリンク共配埼玉センターと横浜市のデイリーセンター港北の2つの配送センターを開設[25]。
  - 7月14日 - 株式を店頭公開[26]。
  - 8月1日 - オリエントコーポレーション・日本信販・アプラス・三井ファイナンスサービス・さくらファイナンスサービス・電算システム・東京テレメッセージの料金収納代行サービスを開始[27]。
- 1998年（平成10年）
  - 2月19日 - 500店舗を達成[28]。
  - 5月 - 惣菜の新ブランド「百選一種」を発売[29]。
  - 6月 - 惣菜・軽食の配送時間の変更と調理麺の一日3回配送へ切り替え[30]。
  - 7月4日 - 飲料・酒類・紙製品の共同配送を通年で週6回配送に切り替え[31]。
  - 12月9日 - パンプキンから都内7店舗の営業権を取得[32]。
- 1999年（平成11年）
  - 3月30日 - 契約農家の減農薬・減化学肥料栽培野菜のみを使用した「天然志向サラダ」を全店で発売[33]。
  - 3月 - 専用惣菜工場を開設[34]。
  - 5月26日 - サンフレッシュ海老名工場として専用米飯工場を開設[35]。
  - 8月31日 - レンジ商品「旬簡シェフ」の販売を開始[36]。
  - 9月17日 - ファミリーマート・サンクス・サークルK・ミニストップ・東京三菱銀行・第一勧業銀行・日本アイ・ビー・エムなどとの共同出資でATM事業を行う「株式会社イーネット」を設立[37]。
  - 9月 - 米飯・惣菜の原材料・包材の共同配送を開始[38]。
  - 10月 - イーネットのATMの店舗への設置を開始[39]。
  - 10月 - 片手で食べられるファーストフードの「元祖片手でごはん」の販売を開始[40]。
  - 12月7日 - 「100円野菜」の販売を開始[41]。
- 2000年（平成12年）
  - 7月25日 - 東京証券取引所第2部に上場[1]。
  - 7月28日 - ISO14001認証を取得[43]。
  - 10月4日 - 伊藤忠商事・トヨタ自動車・エフエム東京・電通東日本・日本交通公社などと資本金2億円で電子商取引事業会社として「スリーエフ・オンライン株式会社」を設立[45]。
  - 10月31日 - 片手で食べられるファーストフードの「ガブリン」の販売を開始[46]。
  - 11月14日 - 店内加工ファーストフード用のスピードブラウナーの導入を開始[47]。
- 2001年（平成13年）
  - 3月14日 - サニーマートと四国4県でのエリアフランチャイズ契約を締結[48]。
  - 7月12日 - 同社の1号店として東洋町生見店を開店[49]。
  - 3月25日 - 当社の米飯・惣菜などの取引先業者9社で商品開発・共同仕入・生産・管理・物流の強化を目指して「デリカネットワーク協同組合」を設立[50]。
  - 7月30日 - 請求書不要の代金収納サービス「スマートピット」を全店に導入[51]。
  - 9月14日 - 初の大学構内出店として東洋英和女学院大学店を開店[52]。
  - 11月13日 - ファーストフード全品から合成着色料を廃止[53]。
  - 12月 - マルチメディア端末「e-TOWER」の全店導入を完了[54]。
- 2002年（平成14年）
  - 7月2日 - 横浜市鶴見区に「爽健亭横浜工場」の全ラインが稼働を開始して併設の「デイリー鶴見センター」と合わせて東京都南部と神奈川県東部向けの米飯・日配品を一括配送を開始[55]。
  - 11月22日 - 出光興産のセルフ給油所併設1号店として「プリテール・スリーエフ松戸店」を開店[56]。
- 2003年（平成15年）
  - 4月 - 加盟店向けの教育研修制度「スリーエフアカデミー」を開設[57]。
  - 10月27日 - 100円均一のプライベートブランド「お菓子の事典」の販売を開始[58]。
- 2004年（平成16年）
  - 2月19日 - 店内調理のファストフードを充実した新業態「gooz（グーツ）」1号店として「いちょう並木通り店」を開店[59]。
  - 11月30日 - 5店舗で電子マネー「Suica」の導入を開始[60]。
- 2005年（平成17年）3月28日にミニストップと共同開発したアイスクリームの販売を開始[61]。
  - 5月27日 - 均一ショップの複合業態「キュウズマート」の1号店として東京都世田谷区奥沢に九品仏駅前店を開店[62]。
- 2006年（平成18年）8月 - エリアFCのスリーエフ中四国でプリペイド型電子マネー「エディ」の決済・チャージサービスを導入[63]。
- 2007年（平成19年）3月30日 - 済生会横浜市東部病院の3階に病院内店舗を開店[64]。
- 2008年（平成20年）
  - 7月18日 - 圏央道狭山パーキングエリアに「グーツエクスプレス」を開店し[65]、高速道路のパーキングエリアへの出店を開始[66]。
  - 9月末 - 全店に新型マルチコピー機を導入[67]。
  - 12月15日 - 全店にTポイントサービスを導入[68]。
- 2009年（平成21年）
  - 2月26日 - iDを首都圏の全店舗に導入[69]。
  - 4月 - 飲料メーカー7社と共同で売上げの3%を特定非営利活動法人テーブル・フォー・トゥーインターナショナルに寄付する活動を開始[70]。
  - 5月11日 - 横浜市庁舎店を開店して官公庁舎へ初出店[71]。
  - 10月1日 - 日本カーシェアリングと提携して軽自動車各1台を常駐させて「カーシェアリング」サービスの利用料金収納代行サービスを開始[72]。
- 2010年（平成22年）
  - 2月15日 - プリペイド型電子マネー「エディ」の決済・チャージサービスを導入[73]。
  - 9月1日 - ミニストップと業務提携して四国地区で米飯・調理パンなどの製造をサンデリカに統合[74]。
- 2011年（平成23年）
  - 2月28日 - ウェルネットのオンライン決済サービスを導入[75]。
  - 11月 - ミニストップと業務提携して定温商品で共同物流を開始[76]。
- 2012年（平成24年）12月13日 - スリーエフ中四国の「gooz」1号店を開店した[77]。
- 2013年（平成25年）5月22日プライベートブランドを「エフスタイル（F STYLE）」ブランドに統一[78]。
- 2014年（平成26年）
  - 5月27日 - グーツ神奈川県庁前店を開店して「グーツ」の出店を再開[79]。
  - 10月26日 - 「肉の万世」との共同出店1号店として肉の万世秋葉原本店1階に出店[80]。
  - 11月27日 - サニーマートとローソンとFC契約を締結して「ローソン高知」を設立[81]。
- 2015年（平成27年）
  - 2月 - 当社とサニーマートグループのフランチャイズ契約が終了[81]。
  - 11月 - 当社とローソンの間で資本業務提携交渉を開始[82]。
- 2016年（平成28年）
  - 9月7日[3] - 当社が70%出資する連結子会社として[82]ローソンとの合弁会社「エル・ティーエフ」を設立[3]。
  - 9月9日 - 同社の運営するローソンとスリーエフのダブルブランド1号店「ローソン・スリーエフ白井冨士店」を開店し、千葉県と埼玉県の90店舗のダブルブランドへの転換を開始[3]。
- 2017年（平成29年）
  - 4月12日 - 営業を継続する281店舗全てを「ローソン・スリーエフ」にブランド転換する事業統合契約を締結し[84]、同年6月1日に新設分割で「L・TF・PJ」を設立して「スリーエフ」及び「q's mart」ブランドのフランチャイズ契約などを継承すると共に[広報 4]、ローソンに該当する営業継続全店舗の資産など全権利・義務を継承[広報 4]。
  - 12月に「グーツ」については「国分グローサーズチェーン」と契約を締結してコミュニティ・ストアのシステムを活用した商品供給への切り替えを行った[広報 10]。
- 2018年（平成30年）
  - 1月末日 - 「スリーエフ」ブランドの店舗の営業を終了[広報 4]。
  - 2月末日 - 「エル・ティーエフ」が「L・TF・PJ」を吸収合併[広報 4]。
  - 5月24日 - スリーエフ・オンラインの事業を停止[広報 11]。
- 2021年（令和3年）10月 - 「グーツ」の商品供給をポプラのシステムの利用へ変更[広報 13]。

## 店舗

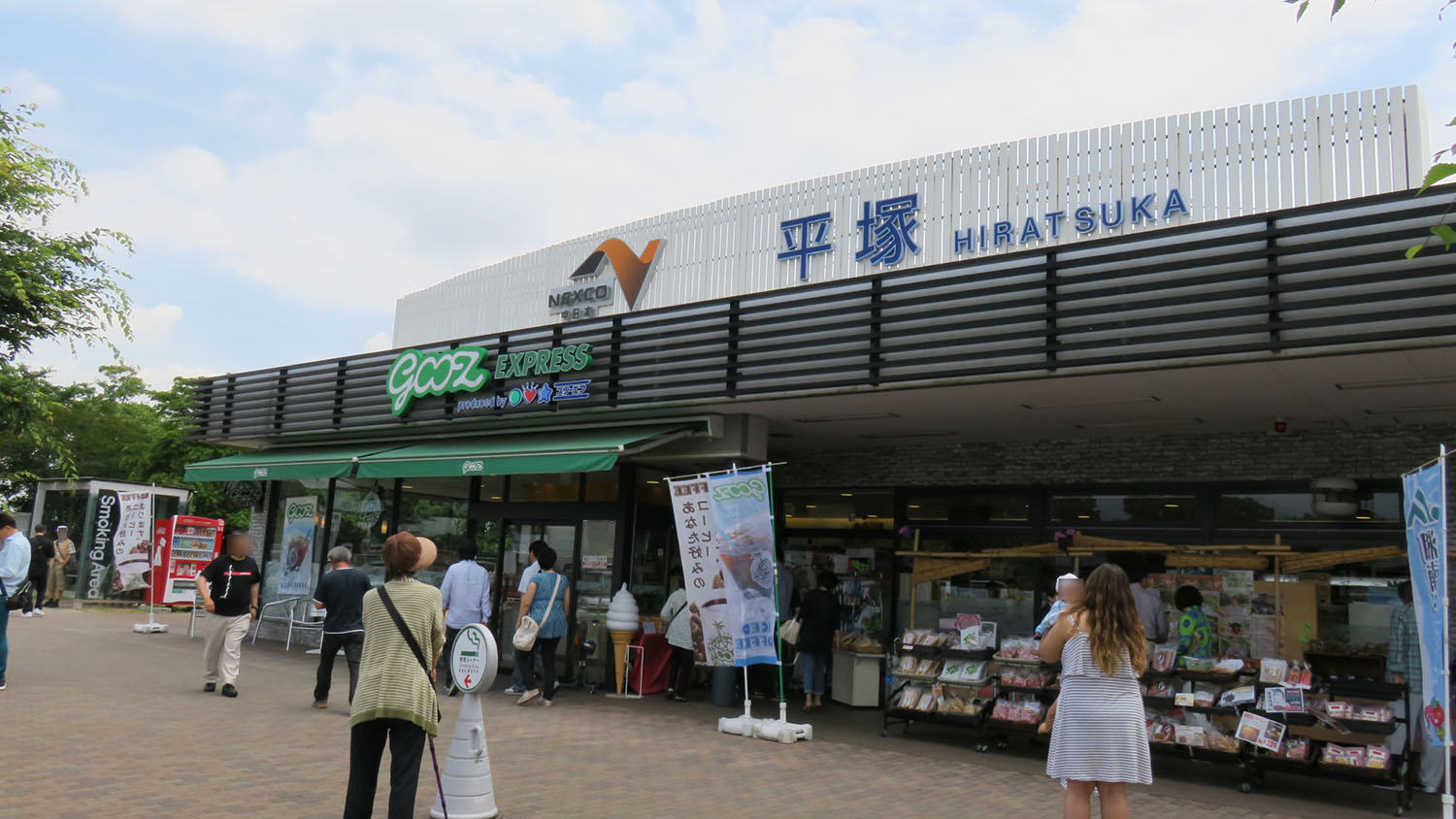
gooz EXPRESS 平塚PA店

- gooz（グーツ） - インストアFF[注釈 1]強化型として位置付けられたコンビニエンスストアで[59]、ベーカリー・弁当・おにぎりなどを店内調理している一方で、[88] 加工食品・雑貨を大幅に減らすなどして通常のコンビニエンスストアの4分の1ほどまで商品数を削減している[89]。2017年（平成29年）12月に「グーツ」については「国分グローサーズチェーン」と契約を締結してコミュニティ・ストアのシステムを活用した商品供給への切り替えを行った[広報 10]。当社のイノベーションセンターとして先駆的な店舗運営をする店舗としている[広報 16]。

- ローソン・スリーエフ - ローソンとスリーエフのダブルブランド店で当社が強みを持つチルド米飯やスイーツなど30品目以外は全面的にローソンの商品やサービスなどが導入されている[84]。

### 過去に存在した店舗
2000年（平成12年）7月25日に東京証券取引所第2部に上場した当時は一都三県でコンビニエンスストアのフランチャイズチェーンとして約600店舗を展開していた。
- スリーエフ - コンビニエンスストアで2000年（平成12年）の東証二部上場時点では加盟店の平均日販がセブンイレブンに次いで業界2位となっていた[90]。2000年（平成12年）2月期末時点で584店舗（神奈川県291・東京都151・千葉県108・埼玉県34）を展開していた[91]。

- q's mart（キュウズマート） - 均一ショップの複合業態[62]。

## かつてのエリアフランチャイジー
株式会社サニーマート→株式会社スリーエフ中四国
2001年（平成13年）3月に、四国でホットスパーを展開していた株式会社サニーマートとエリアフランチャイズ契約を締結し、ホットスパーをスリーエフに転換する形で、四国での店舗展開を行った。その後、2005年（平成17年）に株式会社スリーエフ中四国として分社化した。
2014年10月までに高知県（66店舗）、愛媛県（14店舗）、徳島県（海部郡海陽町の1店舗のみ）で展開してきたが、同年10月27日にはスリーエフはそれぞれの本部がある関東・四国との間で、競争激化の中で合理性・効率性を欠くことなどを理由として、四国地方エリアフランチャイズであるスリーエフ中四国との契約を2015年2月末をもって終了し、高知県を中心とした四国地方から撤退することを発表した。その後、2015年1月30日をもって四国内店舗の営業を終了している。
一方、スリーエフ中四国側はコンビニ事業を継続する方針を表明し、2014年10月28日、親会社であるサニーマートがローソンとの合弁会社設立による基本合意を締結、2015年2月6日にはスリーエフから転換された店舗のうち高知県内の10店舗を『（サニーマート運営の）ローソン』として鞍替えオープンし、3月末までの間に順次ローソンとしてオープンしている。また、愛媛県と徳島県の店舗の扱いに関しては、ローソンが同年12月17日、2015年2月以降にサニーマートよりスリーエフの愛媛・徳島両県に所在する全店舗に関する権利義務の一部承継を行うと発表し、これら2県のスリーエフを順次ローソンへ転換の上、ローソン本体直轄として運営していく方針である。

## サービス
本項ではローソン・スリーエフに転換される前のスリーエフ店舗について説明する。現行のローソン・スリーエフ店舗についてはローソンの各項目を参照。

### 現金以外の使用
- Suica - 2004年（平成16年）11月30日から5店舗で電子マネー「Suica」の導入を開始[60]。

- 楽天Edy - 2010年（平成22年）2月15日に決済・チャージサービスを導入[73]。

- iD - 2009年（平成21年）2月26日に首都圏の全店舗に導入した[69]。

- クレジットカード決済 - 2016年（平成28年）4月1日より全店舗で「VISA」、「マスターカード」、「ジェーシービー」、「アメリカン・エキスプレスカード」、「ダイナースクラブカード」、「ディスカバーカード」、「TS CUBIC CARD」の取り扱いを開始した[83]。

### ポイントサービス
- Tポイント - 2008年（平成20年）12月15日に全店に導入[68]。

### 銀行ATM
- イーネット - コンビニATMを設置。

## 関連会社
- 富士シティオ